# Sierra Bullones
Sierra Bullones es un municipio de la provincia de Bohol en Filipinas. Según el censo del 2007, tiene 26 398 habitantes. La localidad es una de las donde se encuentran las Colinas de Chocolate.

## Barangayes
Sierra Bullones se divide administrativamente en 22 barangayes.
| - Abachanan - Anibongan - Bugsoc - Canlangit - Canta-ub - Casilay - Danicop - Dusita - Cahayag - La Unión - Lataban | - Magsaysay - Matin-ao - Nan-od - Población - Salvador - San Agustín - San Isidro - San José - San Juan - Santa Cruz - Villa García |

- Datos: Q405628
- Multimedia: Sierra Bullones / Q405628

1. ↑  Worldpostalcodes.org, código postal n.º 6320.